# جاك وليامز (سياسي)
جاك وليامز (بالإنجليزية: Jack Williams)‏ هو سياسي نيوزلندي، ولد في 21 ديسمبر 1918، وتوفي في 12 ديسمبر 1975. حزبياً، نشط في حزب العمال النيوزيلندي. وقد انتخب عضو مجلس النواب نيوزيلندا.